# Saint-Quentin-sur-Sauxillanges
Saint-Quentin-sur-Sauxillanges ist eine französische Gemeinde mit 109 Einwohnern (Stand: 1. Januar 2022) im Département Puy-de-Dôme in der Region Auvergne-Rhône-Alpes (vor 2016 Auvergne). Sie gehört zum Arrondissement Issoire und zum Kanton Brassac-les-Mines (bis 2015: Kanton Sauxillanges). 

## Geographie
Saint-Quentin-sur-Sauxillanges liegt etwa 42 Kilometer südsüdöstlich von Clermont-Ferrand. An der nördlichen Gemeindegrenze verläuft der Fluss Eau Mère, de hier auch noch Astrou genannt wird. Umgeben wird Saint-Quentin-sur-Sauxillanges von den Nachbargemeinden Égliseneuve-des-Liards im Norden, Condat-lès-Montboissier im Osten und Nordosten, Saint-Genès-la-Tourette im Südosten, Le Vernet-Chaméane mit Chaméane im Süden, Saint-Étienne-sur-Usson im Süden und Südwesten sowie Sauxillanges im Westen und Nordwesten.

## Bevölkerungsentwicklung
| Jahr                       | 1962 | 1968 | 1975 | 1982 | 1990 | 1999 | 2006 | 2013 |
| Einwohner                  | 146  | 110  | 94   | 97   | 82   | 94   | 109  | 101  |
| Quellen: Cassini und INSEE |      |      |      |      |      |      |      |      |

## Sehenswürdigkeiten
- Kirche Saint-Quentin, seit 1963 Monument historique